# BIOHAZARD ローズ・ブランク
『BIOHAZARD ローズ・ブランク』は、カプコンのゲームソフト『バイオハザードシリーズ』を愛沢匡が小説化したホラーゲームノベライズ。

## 出版経緯
- 2002年（平成14年）　『BIOHAZARD ローズ・ブランク』が電撃文庫より刊行。

書籍情報
BIOHAZARD ローズ・ブランク 2002年 ISBN 978-4-8402-2080-4

## あらすじ
グアテマラにあるアンブレラ免疫抗生研究所で、「プロジェクト・ローズ」の主任を務めるシミュレーションの専門家エミリ・ランは、環境運動家リチャード・フックスとの面会を予定していた。
ある日、研究所で抗Tウイルスワクチンの開発に使われていたバーチャルリアリティ・マシンの事故が起きる。
様々なトラブルの末、研究所が停電し、ついにはバイオハザードが発生した。

## 登場キャラクター
エミリ・ラン
プロジェクト・ローズ主任。シミュレーション技術者。
キヌタ・ヒロム
プロジェクト・ローズ研究員。プログラム・エンジニア。エミリの部下。
ロバート・ポラッシュ
プロジェクト・ローズ研究員。臨床系技術者。
リーナ・ミットフォード
プロジェクト・ローズ研究員。VR技師。
クリスチャン・セルフリッジ
アンブレラ免疫抗生研究所経営顧問。
レン・スプレイグ
アンブレラ免疫抗生研究所所長。
ユリシーズ・アラム
警備班長。
サイモン・ビーチ
警備員。犬の飼育系。
リチャード・フックス
自称環境活動家。
アルマ
ラクーンシティ事件の犠牲者の少女。